# Skaffel

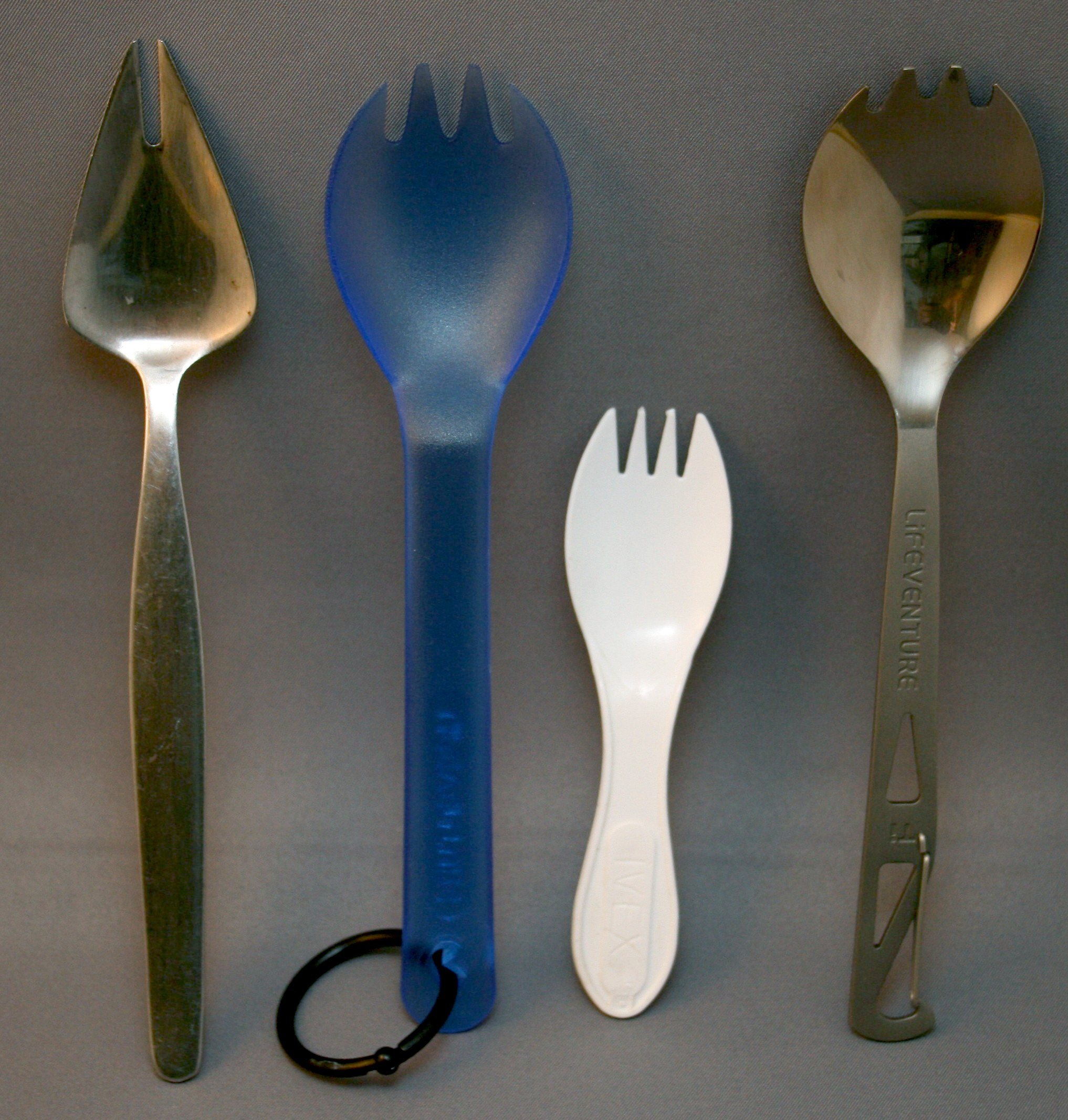
Skafflar.

Skaffel eller spork är ett köksredskap som har den kombinerade funktionen hos en sked och en gaffel. Redskapet har funnits sedan senare delen av 1800-talet. Namnet kommer av orden sked och gaffel, eller av de engelska orden spoon och fork. Skaffeln tillverkades ursprungligen i metall men finns numera även i plast. Redskapet är populärt bland friluftsutövare då det är mångsidigt och reducerar vikt i packningen.